# Bittacus takaoensis
Bittacus takaoensis är en näbbsländeart som beskrevs av Tsutome Miyake 1913. 
Bittacus takaoensis ingår i släktet Bittacus och familjen styltsländor. Inga underarter finns listade i Catalogue of Life.